# Trường Cao đẳng Y tế Thanh Hóa
Trường Cao đẳng Y tế Thanh Hóa là trường cao đẳng công lập, trực thuộc sự quản lý trực tiếp của Chủ tịch Ủy ban nhân dân tỉnh Thanh Hóa. Trường thành lập theo quyết định số 62/CP ngày 21/02/1981 của Hội đồng chính phủ, trên cơ sở trường trung học Y tế Thanh Hóa. Địa điểm trường đóng tại số 177 đường Hải Thượng Lãn Ông, Phường Đông Vệ, thành phố Thanh Hóa.
Trường Cao đẳng Y tế Thanh Hoá có nhiệm vụ đào tạo và bồi dưỡng cán bộ có trình độ cao đẳng về y, dược khoa bằng các hình thức tập trung dài hạn, bổ túc ngắn hạn và tại chức, đáp ứng nhu cầu của tỉnh Thanh Hóa về cán bộ y tế.
Ngày 31-10-2014, Bộ trưởng Bộ GD-ĐT Phạm Vũ Luận ký quyết định thành lập Phân hiệu ĐH Y Hà Nội tại Thanh Hóa. Phân hiệu này được hình thành trên cơ sở của Trung tâm đào tạo Trường Đại Học Y Hà Nội tại Thanh Hóa và Trường Cao đẳng Y tế Thanh Hóa, nhằm từng bước xây dựng để phát triển thành Trường Đại Học Y - Dược Thanh Hóa.

## Các ngành đào tạo
1. CĐ Điều dưỡng
2. CĐ Dược
3. CĐ Hộ sinh
4. CĐ Kỹ thuật Hình ảnh Y học
5. CĐ Kỹ thuật Xét nghiệm Y học
6. CĐ Phục hồi chức năng
7. CĐ Dinh dưỡng
8. CĐ Phục hình Răng
9. TC Điều dưỡng
10. TC Y sỹ
11. TC Dược
12. Y sỹ YHCT
13. Y sỹ định hướng
14. Y tá sơ học
15. Nhân viên YTTB